# Аарон Ремзі
А́арон Джеймс Ре́мзі (англ. Aaron James Ramsey; нар. 26 грудня 1990, Керфілі, Уельс) — валлійський футболіст. Півзахисник збірної Уельсу та клубу «Кардіфф Сіті».

## Клубна кар'єра
Народився 26 грудня 1990 року в місті Карфіллі. Вихованець футбольної школи клубу «Кардіфф Сіті». Дорослу футбольну кар'єру розпочав 2007 року в основній команді того ж клубу, в якій провів один сезон, взявши участь у 16 матчах чемпіонату. 
Своєю грою за цю команду привернув увагу представників тренерського штабу клубу «Арсенал», до складу якого приєднався 2008 року. Відіграв за «канонірів» наступні два сезони, після чого був відданий в оренду, спочатку до «Ноттінгем Форест», а згодом до рідного «Кардіфф Сіті».
У лютому 2011 року повернувся з оренди до «Арсеналу», а з сезону 2011/12 став гравцем основного складу лондонської команди. Цього разу провів у складі його команди вісім сезонів.
Після загалом 12-річного співробітництва з «Арсеналом» і завершення терміну дії чергового контракту з клубом залишив його команду влітку 2019 року. На той час вже мав домовленість про продовження кар'єру в італійському «Ювентусі». В італійській команді протягом двох сезонів мав постійну ігрову практику, утім від початку сезону 2021/22 практично перестав залучатися до лав команди.
На початку 2022 року був відданий в оренду до шотландського «Рейнджерс», де провів півроку, після чого узгодив з «Ювентусом» умови передчасного розірвання контракту.
1 серпня 2022 року на правах вільного агента уклав однорічну угоду із французькою «Ніццею».

## Виступи за збірні
2005 року дебютував у складі юнацької збірної Уельсу (U-17), загалом на юнацькому рівні взяв участь у 15 іграх, відзначившись 2 забитими голами.
Протягом 2007–2009 років залучався до складу молодіжної збірної Уельсу. На молодіжному рівні зіграв у 12 офіційних матчах, забив 2 голи.
2012 року у складі олімпійської збірної Великої Британії був учасником футбольного турніру на домашніх для неї тогорічних Олімпійських іграх.
2008 року дебютував в офіційних матчах у складі національної збірної Уельсу, відразу ставши одним з її основних гравців.
Менеджер Гері Спід призначив Ремсі постійним капітаном Уельсу, починаючи з матчу проти Англії 26 березня 2011 року. Це зробило його наймолодшим капітаном Уельсу у віці 20 років 90 днів, побивши рекорд, встановлений Майком Інглендом у 1964 році.
Ремсі був одним із п'яти валлійців, обраних для участі на Олімпійському іграх 2012 року. Він виступав у всіх трьох групових матчах, у двох останніх в стартовому складі. У чвертьфіналі проти Південної Кореї 4 серпня на стадіоні «Міленіум» у Кардіффі він зрівняв рахунок за допомогою пенальті, і матч завершився з рахунком 1–1; він знову забив у серії пенальті, яку його команда програла.
Був одним із учасників сенсаційного виступу валійців на Євро-2016, де взяв участь у перших п'яти іграх команди на турнірі, а програну півфінальну гру проти майбутніх чемпіонів Європи португальців був змушений пропустити через отримані у матчах попередніх раундів плей-оф жовті картки.
11 вересня 2023 року він забив свій 100-й гол у кар’єрі, забивши з пенальті у переможному матчі Уельсу проти Латвії (2:0).
| Дата       | Місто            | Господарі            | Результат | Гості                | Турнір                               | Голи | Примітки     |
| ---------- | ---------------- | -------------------- | --------- | -------------------- | ------------------------------------ | ---- | ------------ |
| 19-11-2008 | Копенгаген       | Данія                | 0 – 1     | Уельс                | товариський матч                     | -    | 88'          |
| 11-2-2009  | Фару             | Уельс                | 0 – 1     | Польща               | товариський матч                     | -    | 46'          |
| 28-3-2009  | Кардіфф          | Уельс                | 0 – 2     | Фінляндія            | Відбір до ЧС 2010                    | -    | 56'          |
| 1-4-2009   | Кардіфф          | Уельс                | 0 – 2     | Німеччина            | Відбір до ЧС 2010                    | -    |              |
| 29-5-2009  | Лланеллі         | Уельс                | 1 – 0     | Естонія              | товариський матч                     | -    | 67'          |
| 6-6-2009   | Баку             | Азербайджан          | 0 – 1     | Уельс                | Відбір до ЧС 2010                    | -    | 90+2'        |
| 12-8-2009  | Подгориця        | Чорногорія           | 2 – 1     | Уельс                | товариський матч                     | -    | 75'          |
| 9-9-2009   | Кардіфф          | Уельс                | 1 – 3     | Росія                | Відбір до ЧС 2010                    | -    |              |
| 10-10-2009 | Гельсінкі        | Фінляндія            | 2 – 1     | Уельс                | Відбір до ЧС 2010                    | -    |              |
| 14-10-2009 | Вадуц            | Ліхтенштейн          | 0 – 2     | Уельс                | Відбір до ЧС 2010                    | 1    |              |
| 14-11-2009 | Кардіфф          | Уельс                | 3 – 0     | Шотландія            | товариський матч                     | 1    | 57'          |
| 26-3-2011  | Кардіфф          | Уельс                | 0 – 2     | Англія               | Відбір до ЧЄ 2012                    | -    |              |
| 25-5-2011  | Дублін           | Уельс                | 1 – 3     | Шотландія            | товариський матч                     | -    | 61'          |
| 27-5-2011  | Дублін           | Уельс                | 2 – 0     | Північна Ірландія    | товариський матч                     | 1    | 90'          |
| 10-8-2011  | Кардіфф          | Уельс                | 1 – 2     | Австралія            | товариський матч                     | -    | 46'          |
| 2-9-2011   | Кардіфф          | Уельс                | 2 – 1     | Чорногорія           | Відбір до ЧЄ 2012                    | 1    | 64'          |
| 6-9-2011   | Лондон           | Англія               | 1 – 0     | Уельс                | Відбір до ЧЄ 2012                    | -    |              |
| 7-10-2011  | Суонсі           | Уельс                | 2 – 0     | Швейцарія            | Відбір до ЧЄ 2012                    | 1    |              |
| 11-10-2011 | Софія (місто)    | Болгарія             | 0 – 1     | Уельс                | Відбір до ЧЄ 2012                    | -    |              |
| 12-11-2011 | Кардіфф          | Уельс                | 4 – 1     | Норвегія             | товариський матч                     | -    | 90'          |
| 27-5-2012  | Нью-Джерсі       | Мексика              | 2 – 0     | Уельс                | товариський матч                     | -    | 21'          |
| 15-8-2012  | Лланеллі         | Уельс                | 0 – 2     | Боснія і Герцеговина | товариський матч                     | -    |              |
| 7-9-2012   | Кардіфф          | Уельс                | 0 – 2     | Бельгія              | Відбір до ЧС 2014                    | -    |              |
| 11-9-2012  | Новий Сад        | Сербія               | 6 – 1     | Уельс                | Відбір до ЧС 2014                    | -    | 78'          |
| 12-10-2012 | Кардіфф          | Уельс                | 2 – 1     | Шотландія            | Відбір до ЧС 2014                    | -    | 63'          |
| 22-3-2013  | Глазго           | Шотландія            | 1 – 2     | Уельс                | Відбір до ЧС 2014                    | 1    | 45+2', 90+4' |
| 6-9-2013   | Скоп'є           | Північна Македонія   | 2 – 1     | Уельс                | Відбір до ЧС 2014                    | 1    |              |
| 10-9-2013  | Кардіфф          | Уельс                | 0 – 3     | Сербія               | Відбір до ЧС 2014                    | -    |              |
| 11-10-2013 | Кардіфф          | Уельс                | 1 – 0     | Північна Македонія   | Відбір до ЧС 2014                    | -    |              |
| 15-10-2013 | Брюссель         | Бельгія              | 1 – 1     | Уельс                | Відбір до ЧС 2014                    | 1    |              |
| 9-9-2014   | Андорра-ла-Велья | Андорра              | 1 – 2     | Уельс                | Відбір до ЧЄ 2016                    | -    | 90+4'        |
| 16-11-2014 | Брюссель         | Бельгія              | 0 – 0     | Уельс                | Відбір до ЧЄ 2016                    | -    |              |
| 28-3-2015  | Хайфа            | Ізраїль              | 0 – 3     | Уельс                | Відбір до ЧЄ 2016                    | 1    | 85'          |
| 12-6-2015  | Кардіфф          | Уельс                | 1 – 0     | Бельгія              | Відбір до ЧЄ 2016                    | -    |              |
| 3-9-2015   | Нікосія          | Кіпр                 | 0 – 1     | Уельс                | Відбір до ЧЄ 2016                    | -    | 90+3'        |
| 6-9-2015   | Кардіфф          | Уельс                | 0 – 0     | Ізраїль              | Відбір до ЧЄ 2016                    | -    |              |
| 10-10-2015 | Зениця           | Боснія і Герцеговина | 2 – 0     | Уельс                | Відбір до ЧЄ 2016                    | -    |              |
| 13-10-2015 | Кардіфф          | Уельс                | 2 – 0     | Андорра              | Відбір до ЧЄ 2016                    | 1    |              |
| 5-6-2016   | Стокгольм        | Швеція               | 3 – 0     | Уельс                | товариський матч                     | -    |              |
| 11-6-2016  | Бордо            | Уельс                | 2 – 1     | Словаччина           | ЧЄ 2016 - 1-й етап                   | -    | 88'          |
| 16-6-2016  | Ланс             | Англія               | 2 – 1     | Уельс                | ЧЄ 2016 - 1-й етап                   | -    |              |
| 20-6-2016  | Тулуза           | Росія                | 0 – 3     | Уельс                | ЧЄ 2016 - 1-й етап                   | 1    |              |
| 25-6-2016  | Париж            | Уельс                | 1 – 0     | Північна Ірландія    | ЧЄ 2016 - 1/8 фіналу                 | -    | 90+4'        |
| 1-7-2016   | Лілль            | Уельс                | 3 – 1     | Бельгія              | ЧЄ 2016 - чвертьфінал                | -    | 75' 90'      |
| 12-11-2016 | Кардіфф          | Уельс                | 1 – 1     | Сербія               | Відбір до ЧС 2018                    | 1    |              |
| 24-3-2017  | Дублін           | Ірландія             | 0 – 0     | Уельс                | Відбір до ЧС 2018                    | -    | 56'          |
| 11-6-2017  | Белград          | Сербія               | 1 – 1     | Уельс                | Відбір до ЧС 2018                    | -    |              |
| 2-9-2017   | Кардіфф          | Уельс                | 1 – 0     | Австрія              | Відбір до ЧС 2018                    | -    |              |
| 5-9-2017   | Кишинів          | Молдова              | 0 – 2     | Уельс                | Відбір до ЧС 2018                    | 1    |              |
| 6-10-2017  | Тбілісі          | Грузія               | 0 – 1     | Уельс                | Відбір до ЧС 2018                    | -    |              |
| 9-10-2017  | Кардіфф          | Уельс                | 0 – 1     | Ірландія             | Відбір до ЧС 2018                    | -    |              |
| 10-11-2017 | Сен-Дені         | Франція              | 2 – 0     | Уельс                | товариський матч                     | -    |              |
| 29-5-2018  | Пасадена         | Мексика              | 0 – 0     | Уельс                | товариський матч                     | -    | 66'          |
| 6-9-2018   | Кардіфф          | Уельс                | 4 – 1     | Ірландія             | Ліга націй УЄФА 2018-2019 - 1-й етап | 1    |              |
| 9-9-2018   | Орхус            | Данія                | 2 – 0     | Уельс                | Ліга націй УЄФА 2018-2019 - 1-й етап | -    |              |
| 11-10-2018 | Кардіфф          | Уельс                | 1 – 4     | Іспанія              | товариський матч                     | -    |              |
| 16-11-2018 | Кардіфф          | Уельс                | 1 – 2     | Данія                | Ліга націй УЄФА 2018-2019 - 1-й етап | -    |              |
| 20-11-2018 | Ельбасан         | Албанія              | 1 – 0     | Уельс                | товариський матч                     | -    | 56'          |
| 16-11-2019 | Баку             | Азербайджан          | 0 – 2     | Уельс                | Відбір до ЧЄ 2020                    | -    | 60'          |
| 19-11-2019 | Кардіфф          | Уельс                | 2 – 0     | Угорщина             | Відбір до ЧЄ 2020                    | 2    |              |
| 11-10-2020 | Дублін           | Ірландія             | 0 – 0     | Уельс                | Ліга націй УЄФА 2020-2021 - 1-й етап | -    | кап.         |
| 2-6-2021   | Ніцца            | Франція              | 3 – 0     | Уельс                | товариський матч                     | -    | 59'          |
| 5-6-2021   | Кардіфф          | Уельс                | 0 – 0     | Албанія              | товариський матч                     | -    | 61'          |
| 12-6-2021  | Баку             | Уельс                | 1 – 1     | Швейцарія            | ЧЄ 2020 - 1-й етап                   | -    | 90+3'        |
| 16-6-2021  | Баку             | Туреччина            | 0 – 2     | Уельс                | ЧЄ 2020 - 1-й етап                   | 1    | 85'          |
| 20-6-2021  | Рим              | Італія               | 1 – 0     | Уельс                | ЧЄ 2020 - 1-й етап                   | -    |              |
| 26-6-2021  | Амстердам        | Уельс                | 0 – 4     | Данія                | ЧЄ 2020 - 1/8 фіналу                 | -    |              |
| 8-10-2021  | Прага            | Чехія                | 2 – 2     | Уельс                | Відбір до ЧС 2022                    | 1    | кап. 1'      |
| 11-10-2021 | Таллінн          | Естонія              | 0 – 1     | Уельс                | Відбір до ЧС 2022                    | -    | кап. 80'     |
| 13-11-2021 | Кардіфф          | Уельс                | 5 – 1     | Білорусь             | Відбір до ЧС 2022                    | 2    | 71'          |
| 16-11-2021 | Кардіфф          | Уельс                | 1 – 1     | Бельгія              | Відбір до ЧС 2022                    | -    | кап. 90+2'   |
| 24-3-2022  | Кардіфф          | Уельс                | 2 – 1     | Австрія              | Відбір до ЧС 2022                    | -    |              |
| 5-6-2022   | Кардіфф          | Уельс                | 1 – 0     | Україна              | Відбір до ЧС 2022                    | -    |              |
| 11-6-2022  | Кардіфф          | Уельс                | 1 – 1     | Бельгія              | Ліга націй УЄФА 2022-2023 - 1-й етап | -    | 38'          |
| 14-6-2022  | Роттердам        | Нідерланди           | 3 – 2     | Уельс                | Ліга націй УЄФА 2022-2023 - 1-й етап | -    | 63'          |
| Усього     |                  | Матчів (9 місце)     | 75        |                      | Голів (6 місце)                      | 20   |              |

## Досягнення
«Арсенал»
- Володар Кубка Англії: 2013-14, 2014-15, 2016-17
- Володар Суперкубка Англії: 2014, 2015, 2017

«Ювентус»
- Чемпіон Італії: 2019-20
- Володар Суперкубка Італії: 2020
- Володар Кубка Італії: 2020-21

«Рейнджерс»
- Володар Кубка Шотландії: 2021-22